# سيتريل
سيتريل Cytrel هو بديل للتبغ يعتمد على السيليلوز ويُستخدم في بعض علامات السجائر ذات النسبة المنخفضة من القطران. كان يُمثل سابقًا 25٪ من سجائر سيلك كت [الإنجليزية]. بدأ التطوير في استبدال التبغ في السجائر في الخمسينيات من القرن الماضي؛ بهدف تقليل المكونات الضارة الموجودة في دخان التبغ. تم تطوير سيتريل من قبل شركة سيلانيز للتسويق الألياف.
شهد تطوير هذا الألياف صعوبات، حيث قام العلماء بالكفاح من أجل تحقيق خصائص التدخين والطعم وخصائص التصنيع المقبولة. ومع ذلك، كان المنتج أقل كثافة من التبغ وكان مفيدًا كوكيل تعبئة لذا استمر التطوير. بعد خمسة تعديلات، أصدرت شركة سيلانيز للتسويق الألياف من النوع 308 إلى السوق. كانت واحدة من مواد التدخين الجديدة [الإنجليزية] التي انتشرت في السبعينيات من القرن العشرين.

## انظر المزيد
- Silk Cut

## وصلات خارجية
1. 1 2  "Astuces pour en finir avec le tabac !". tobaccodocuments.org (بfr-FR). Archived from the original on 2023-09-20. Retrieved 2023-09-28.{{استشهاد ويب}}:  صيانة الاستشهاد: لغة غير مدعومة (link)